# Datacontainer
Der Datacontainer ist das Kernelement der gleichnamigen Datacontainer-Technologie. Grundidee ist, das einfach handhabbare, weltweit verbreitete und auf allen Betriebssystemen verfügbare Standardformat JPEG File Interchange Format (JFIF) als neues mediales Containerformat zu nutzen.
Technisch gesehen ist der Datacontainer ein JPEG-basierter Datenverbund, bestehend aus Bild, Bildbeschreibungen, Indizierungen, beliebigen Dateien und Signaturen. Der Datenverbund bleibt als JFIF über den gesamten Lebenszyklus erhalten und ist wie ein normales JFIF handhabbar. Über die Indizierungen können selbst bei umfassenden Bildbeständen effektive Suchmechanismen zum Einsatz kommen, ohne eine Datenbank zu benötigen.

Schematischer Aufbau: JFIF als mediales Containerformat

Das besondere Merkmal dieser Technologie liegt darin, dass kontextbezogen beliebige Begleitinformationen direkt in dem JFIF-Datacontainer eingebettet werden. Konkret können neben einfachen Beschreibungen wie IPTC oder Exif auch XML, Video-, Audio-, Office- oder Textdokumente, verschiedene Bildformate wie RAW, Hashwerte, Signaturen und andere Informationen aller Art direkt im Datacontainer gespeichert werden. IPTC- und Exif-Standard werden unterstützt und wesentlich erweitert.
Da der Datacontainer selbst eine ganz normale JFIF-Datei ist, kann nunmehr der komplette Datenverbund sämtliche Vorteile dieses Standardformates nutzen. Der Datacontainer lässt sich dadurch einfach und robust handhaben, leicht verwalten, verteilen und eignet sich zur Langzeitarchivierung. Auf diese Weise lassen sich auch selbsttragende Archive bilden, die online und auch offline z. B. per CD-ROM sowie auf den verschiedensten Endgeräten verfügbar sind.
Der Datacontainer kann mit beliebigen Signaturen versehen werden. Im Gegensatz zu herkömmlichen Wasserzeichen wird das Bild samt Begleitinformationen signiert, die mediale Information bleibt jederzeit verfügbar.
Diese Technologie wird bereits zur Unterstützung bildbasierender Dokumentation von Bauvorhaben, Instandhaltung und Revision in der Industrie sowie im medizinischen Bereich eingesetzt.
Kryptographie-Programme wie CrossCrypt, FreeOTFE und TrueCrypt können Datenkontainer verwenden, um Schlüsselinformationen in Dateien abzuspeichern. Dabei ist das Dateiformat prinzipiell egal.